# Fürth
Fürth (pronunciación en alemán: /fʏʁt/ⓘ) es una ciudad alemana de Baviera ubicada a 10 km de Núremberg, en la región administrativa (Regierungsbezirk) de Franconia Media.

## Historia
Se cree que Carlomagno fundó la ciudad en el siglo X. En 1835 se construyó en Fürth la primera vía férrea de Alemania, la línea Núremberg-Fürth.
Los bombardeos aliados destruyeron parte de la ciudad durante la Segunda Guerra Mundial. En la ciudad hubo una guarnición de tropas estadounidenses hasta 1990.
Actualmente tiene aproximadamente 132 000 habitantes.

## Deportes
El SpVgg Greuther Fürth es el club de fútbol de la ciudad, y pertenece a la 2.Bundesliga, la segunda categoría del fútbol nacional. Disputa sus encuentros de localía en el Estadio Sportpark Ronhof Thomas Sommer que tiene una capacidad para 18 000 personas.